# C-160 (航空機)
トランザール C-160
Transall C-160
ドイツ空軍所属の C-160 トランザール
ノイブランデンブルク空港にて2013年撮影
- 用途：輸送機
- 設計者：トランザール (Transall)
- 製造者：

- メッサーシュミット・ベルコウ・ブローム
  - メッサーシュミット
  - VFW
  - HFB

- ノール→アエロスパシアル

- 運用者

-  フランス（フランス空軍）
-  ドイツ（ドイツ空軍）
-  トルコ（トルコ空軍）
-  南アフリカ共和国（南アフリカ空軍）
-  インドネシア（インドネシア空軍）
- ほか

- 初飛行：1963年2月25日 [1]
- 生産数：214機 [1]
- 生産開始：1965年-1985年
- 運用開始：1967年
- 運用状況：現役

トランザール C-160（Transall C-160）は、フランスと西ドイツ（当時）が共同開発した双発の戦術輸送機である。一部では民間機としても運用された。
「トランザール」の名は、フランスと西ドイツの企業が共同出資して設立した「トランスポルト・アリアンツ社 (Transport Allianz Inc.)」の略称に由来する。

## 歴史

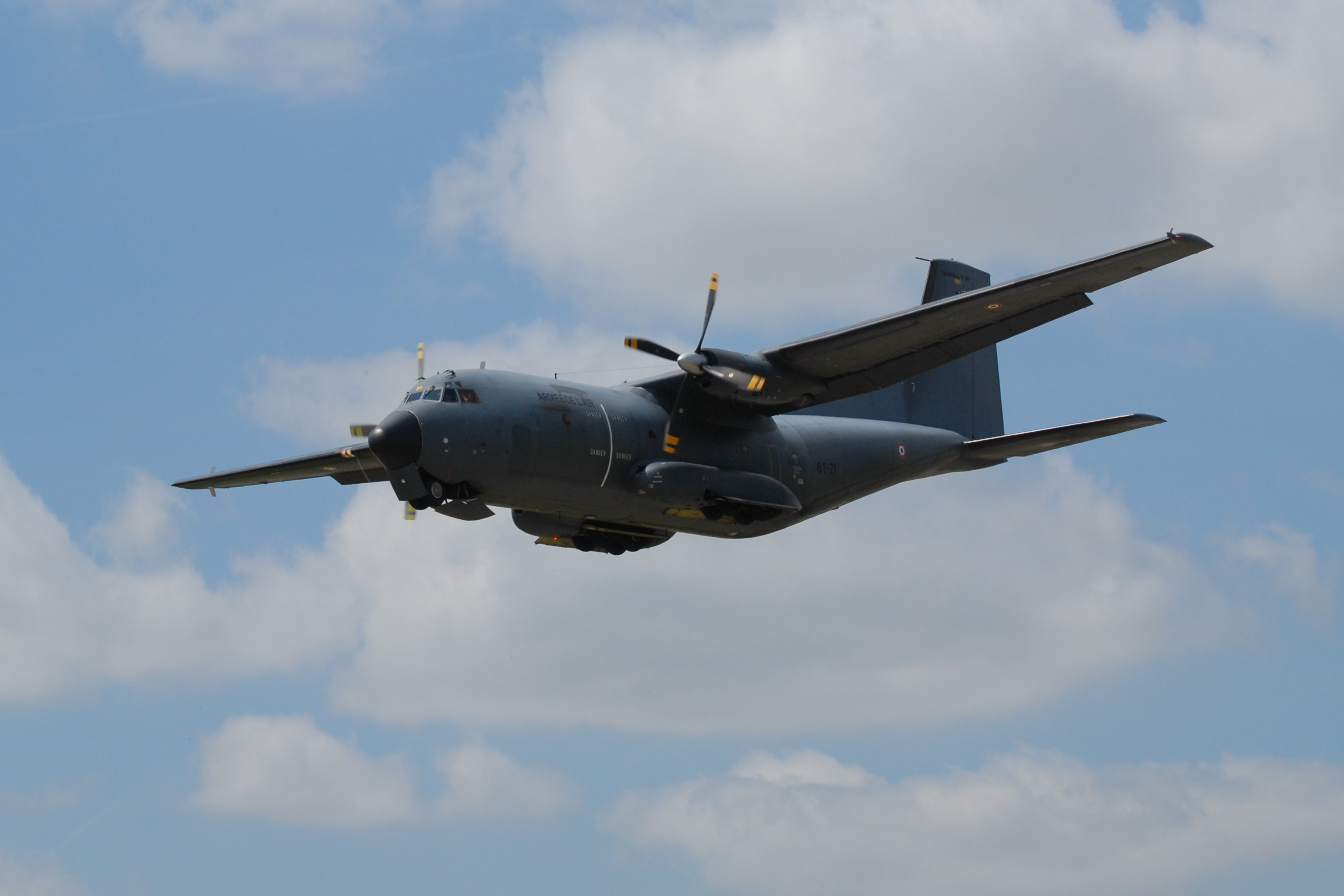
エアエキスポ2007（フランスの航空ショー『エアエキスポ』の2007年大会）にて

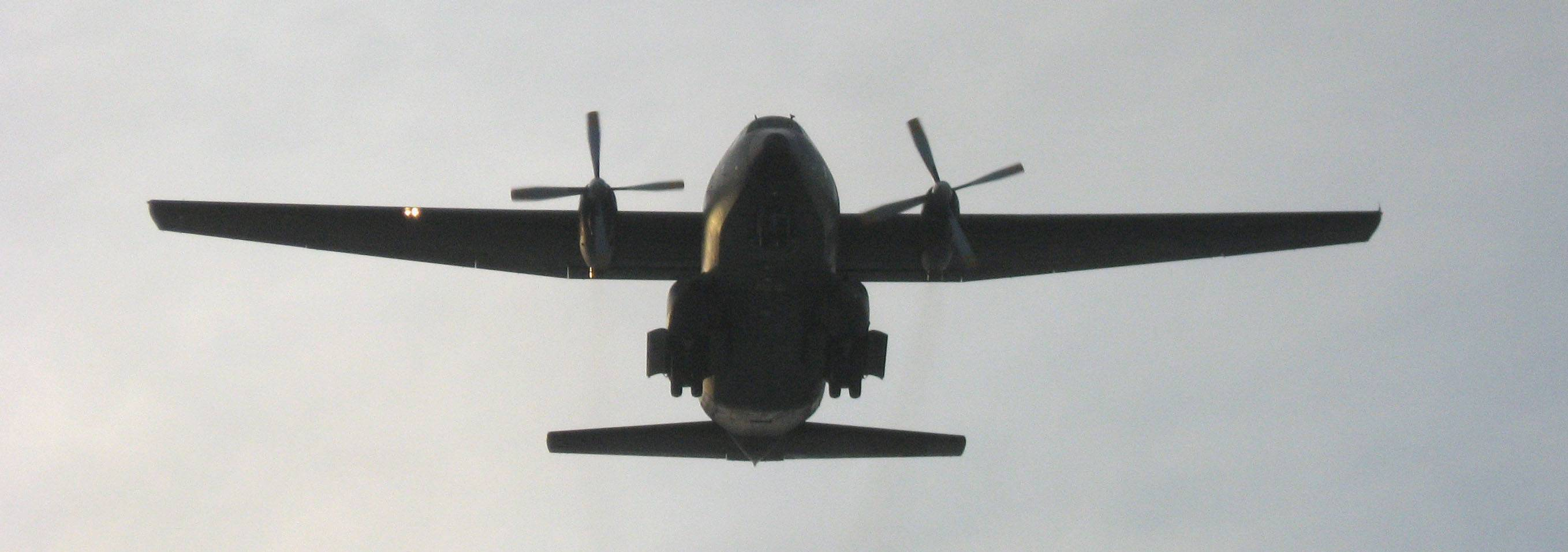
着陸態勢に入ったドイツ空軍所属機。ランツベルク・アム・レヒ航空基地にて、2008年撮影。

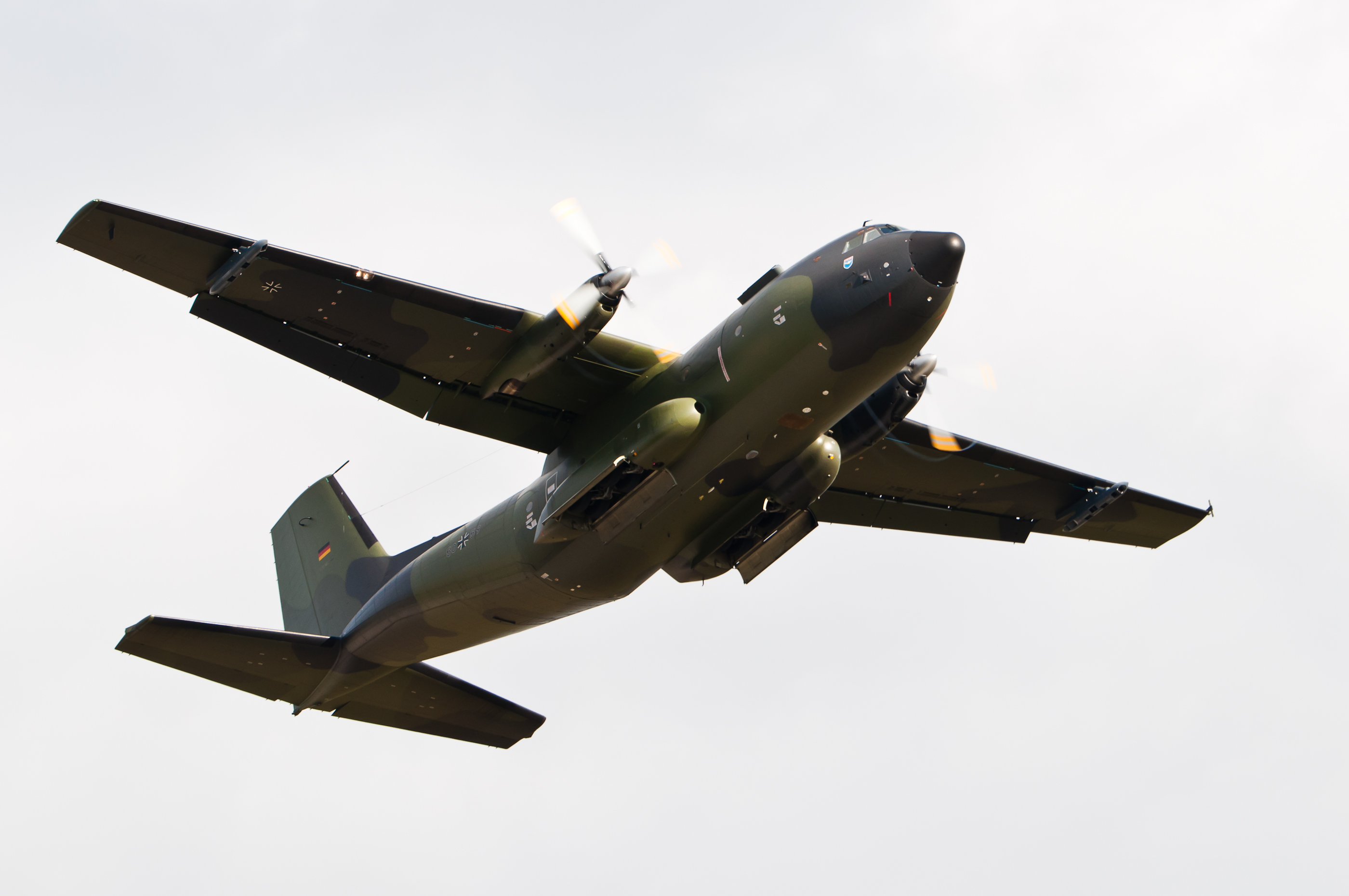
ドイツ空軍所属機。ベルリン国際航空宇宙ショー2012年大会にて。

本機は、フランス空軍および西ドイツ空軍が運用していたノール ノラトラ輸送機の代替として開発された。1957年に両国の共同開発が合意され、1959年には開発と生産を担う合弁企業としてトランザール（Transporter Allianz：輸送機連合）が設立された。
開発にあたっては、既にアメリカ合衆国のロッキード社が生産に入っていたC-130も参考にされており、機体の大きさはほぼ同じで、主翼を高翼配置で取り付けて、胴体尾部にローディングランプを兼ねたドアを配置するといった基本構造も類似している。ただし強力なターボプロップエンジンであるロールス・ロイス タインの採用を前提に開発されたことから双発機となっているほか、ヨーロッパ大陸の鉄道貨物の規格にあわせて貨物室の断面が大きく採られており、また滑走路にかける負荷を表すACN（Aircraft Classification Number）の値も小さくなっている。
試作機は1963年2月25日に初飛行した。生産にあたっては、VFW社がプロジェクトマネジメントおよび主胴体・尾部を、メッサーシュミット社（ジーベル社も協力）が主翼中央部を、HFB社が機首部を、また翼および機関部はノール社を担当した。まず1972年までに169機が生産されて、一度生産を終了した。その後、1977年にフランスから追加発注を受けて生産が再開された。最終的に合計214機が生産され、南アフリカ共和国、トルコ、インドネシアなどにも輸出された。
フランス空軍に納入されたC-160は、空中給油や情報収集など幅広い任務に運用された。本機は湾岸戦争にも参加しており、25年以上にわたって運用されている。
2020年代初頭、同機種は耐用年数に達しつつある。南アフリカ共和国では1997年に退役している。ドイツ空軍はエアバス社の4発軍用輸送機A-400M アトラスの導入に伴ってC-160を2018年に退役させるべく計画していたが、A-400Mの開発は遅延し、C-160の現役運用は2021年まで延期されることになった。C-160のメンテナンスを請け負ってきたエアバス社は、2021年4月2日、同機種の最後のオーバーホールを終えてドイツ空軍に引き渡した。

## 運用実績

### 軍用
- フランス - 開発国。フランス空軍。型式：C-160F、ほか。
- 西ドイツ（→ドイツ） - 開発国。ドイツ空軍（ドイツ連邦空軍）。型式：C-160D、ほか。
- 南アフリカ共和国 - 南アフリカ空軍[6]。型式：C-160Z[6]。1997年退役。
- トルコ - トルコ空軍。型式：C-160D（曲芸飛行機）、C-160T（輸送機）。
- インドネシア - インドネシア空軍。型式：C-160NG。

### 民間用
- フランス
  - エールフランス - 郵便業務代行時のみ。型式：C-160P。既に引退。
- スイス
  - ベルエア（英語版） - 1976年に導入。赤十字国際委員会にリースされていた。既に引退。
- インドネシア
  - マヌンガル航空サービス（英語版） - C-160NG（2機）[7]。2012年6月の時点[注 1]で既に無く、両機ともに航空機事故（墜落事故）で失われている。うち1機は2001年6月15日に焼失。
  - ペリタ航空（英語版） - C-160NG（1機）。既に引退。
- ガボン
  - Nouvelle Air Affaires Gabon (Air Affaires Gabon)  (en)  - 1976年7月に購入したC-160Gを運用。

## 派生型

### プロトタイプ
C-160
原型機。

### 第1世代

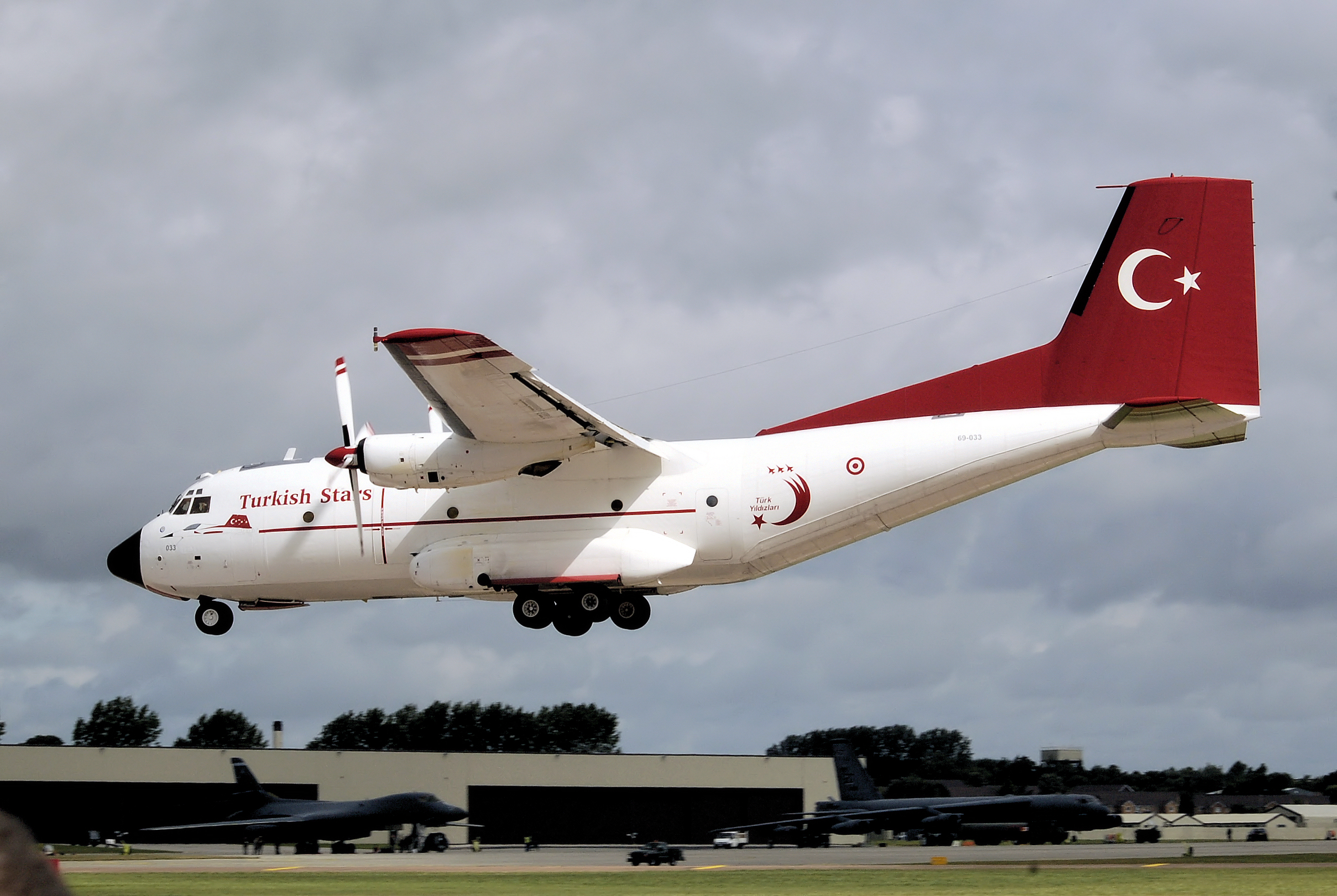
C-160Dトルコ空軍の曲技飛行チーム「ターキッシュ・スターズ」の機体。RIAT 2008（ロイヤル・インターナショナル・エア・タトゥーの2008年大会）にて撮影。

C-160A
前期生産型。
C-160D
西ドイツ仕様のA型。
C-160T
トルコに譲渡されたD型。
C-160F
フランス仕様のA型。
C-160P
エールフランスが買い取って改修したF型。
C-160Z
南アフリカ共和国仕様のA型。

### 第2世代
| 図説：C-160 / フランス空軍 第61輸送航空団第3飛行隊「ポワトゥー」 (fr) 所属機。図説：C-160NG / 同じく 第64輸送航空団第2飛行隊「アンジュー」 (fr) 所属機。  |  | 図説：C-160 / フランス空軍 第61輸送航空団第3飛行隊「ポワトゥー」 (fr) 所属機。図説：C-160NG / 同じく 第64輸送航空団第2飛行隊「アンジュー」 (fr) 所属機。 |
| 図説：C-160 / フランス空軍 第61輸送航空団第3飛行隊「ポワトゥー」 (fr) 所属機。 図説：C-160NG / 同じく 第64輸送航空団第2飛行隊「アンジュー」 (fr) 所属機。 |  | |

C-160NG
後期生産型。燃料タンクの容量を増加し、空中給油装置を設置するなどして航続距離を伸ばしている。フランス空軍とインドネシアの民間航空会社が購入（cf. 民間用）。
C-160AAA
機首と尾部にレドームをつけた早期警戒機。計画のみ。
C-160S
洋上対潜哨戒機。計画のみ。
C-160SE
電子情報収集機（ELINT機）。計画のみ。
C-160ASF
エグゾセ空対艦ミサイルの搭載が可能なS型。計画のみ。
C-160H アスタルト (C-160H Astarte)
通信中継機。
C-160G ガブリエル (C-160G Gabriel)
ECM訓練専用機。
C-160R
F型とNG型に延命プログラムを施したもの。

## 性能・諸元 (第2世代)

C-160の三面図

出典: Taylor 1982, pp. 118–120
諸元
- 乗員: 3名 (操縦士、副操縦士、航空機関士)
- 定員: 武装兵93名（空挺兵であれば61－88名）
- ペイロード: 16,000 kg （35,275 lb）
- 全長: 32.40 m （106 ft 3.5 in）
- 全高: 11.65 m （38 ft 2.75 in）
- 翼幅: 40.00 m（131 ft 3 in）
- 翼面積: 160.00 m2 （1,722 sq ft）
- 空虚重量: 28,000 kg （61,730 lb）
- 最大離陸重量: 51,000 kg （112,435 lb）
- 動力: ロールス・ロイス タイン Mk.22 ターボプロップエンジン、4,549 kW （6,100 ehp）   × 2基

性能
- 超過禁止速度: 593 km/h （320 kt　※高度4,875 m以下の場合）
- 失速速度: 177 km/h （95 kt）
- 航続距離: 1,853 km （1,000海里） ※最大搭載量
- 実用上昇限度: 8,230 m（27,000 ft） ※45,000 kg AUW時
- 上昇率: 396 m/分 （1,300 ft/分）
- 離陸滑走距離: 730 m （2,395 ft）
- 着陸滑走距離: 550 m （1,800 ft）
- 翼面荷重: 319 kg/m2 （65.34 lb/sq ft）
- 馬力荷重（プロペラ）: 5.61 kg/kW （9.22 lb/shp）

## 登場作品

### 映画
『TAXi2』
主人公たちの乗るタクシーをパリ上空から降下させる際に登場。

### ゲーム
『Just Cause』
「Agency cargo plane」の名称で登場する。大統領専用機として使用されており、最終ミッションで搭乗することになる。